# Henry Thornton

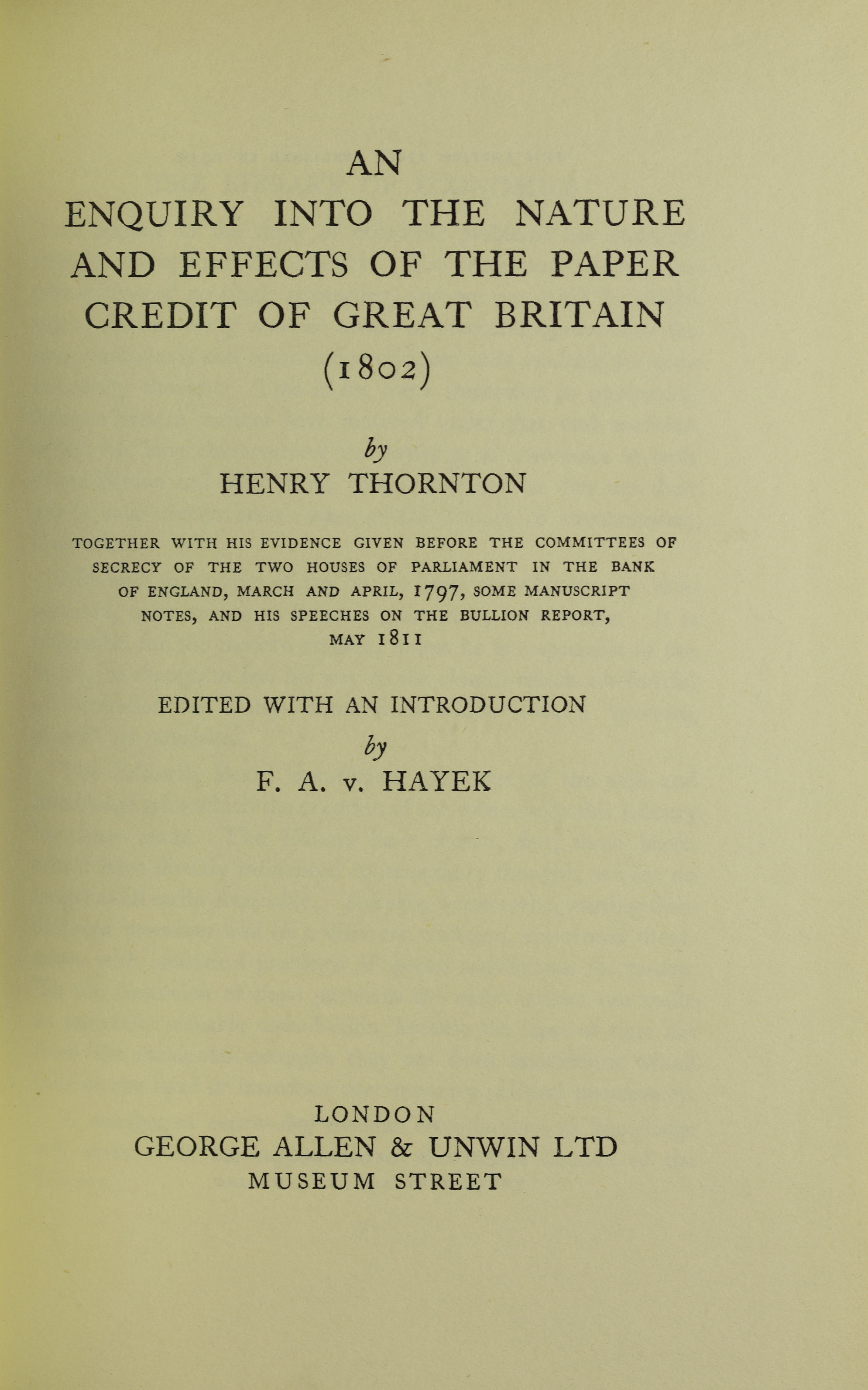
An Enquiry into the Nature and Effects of the Paper Credit of Great Britain (1939)

Henry Thornton (10 de marzo de 1760 – 16 de enero de 1815) fue un economista, banquero y parlamentario inglés.
Henry Thornton era nieto de Robert Thornton, que fue director del Banco de Inglaterra e hijo de John Thornton (1729–1790) de Clapham, en Londres, acomodado comerciante y filántropo cristiano que fue uno de los primeros patrones del movimiento evangélico en el Reino Unido. El hermano de Henry, Samuel Thornton fue director y gobernador del Banco de Inglaterra (1799-1801).  

## Banquero, parlamentario y economista
En 1784, Henry Thornton empezó a trabajar para el banco de inversión "Down & Free", del que algún tiempo después se convirtió en socio, pasando a denominarse "Down, Thornton & Free". Bajo su dirección se convirtió en uno de los bancos más importantes de Londres, con sucursales en las principales ciudades del Reino Unido.
En 1782, fue elegido miembro del Parlamento del Reino Unido por el distrito de Southwark, en el sur de Londres. Como diputado independiente, se alineó con los Pittites, y en 1783 votó la paz en la Guerra de Independencia de los Estados Unidos. Tendió a apoyar a William Pitt, Henry Addington y al gobierno Whig de William Grenville y Charles Fox. En raras ocasiones habló en la Cámara de los Comunes.
Como parlamentario, sirvió en los comités de deuda pública (1798), de intercambio con Irlanda (1804), de gasto público (1807) y en el de lingotes de oro (1810), que examinó el alto precio del oro, el cambio de divisas y la moneda británica. Thornton fue el encargado de redactar el informe de esta comisión que abogaba por la reanudación del canje del papel moneda por oro, que el Banco de Inglaterra había suspendido en 1797, en virtud de la Bank Restriction Act 1797 dictada por el Parlamento Británico. La recomendación no fue bien recibida en ese momento, y hasta 1821 no se volvió a restablecer el canje obligatorio. En los años siguientes continuó presionando para que se implementaran estas medidas, para lo que publicó dos informes en 1811.
En 1802, escribió la obra An Enquiry into the Nature and Effects of the Paper Credit of Great Britain, en la que expone sus principales aportaciones a la economía monetaria y en la que propuso corregir distintos conceptos erróneos comúnmente extendidos, como la opinión de que el aumento del crédito en papel fue la causa principal de los males económicos de la época. Fue una obra de gran importancia, en la que dio detallada cuenta del sistema monetario británico y que realizó un examen pormenorizado de las formas en que el Banco de Inglaterra debía actuar para contrarrestar las fluctuaciones en el valor de la libra esterlina.